# 伊藤園
伊藤園（日語：株式会社伊藤園）是一間日本的飲料製造公司，以茶品、果菜飲料、咖啡等為主要產品。其中以綠茶商品最為出名。

## 歷史
原為汽車銷售員的本庄正則（1934年－2002年）經營以到府販售日用品為業務的「日本Family Service」（日本ファミリーサービス）公司。接著與弟弟本庄八郎和合資公司「BA商會」（ビーエー商会）共同在靜岡縣靜岡市成立了「Frontier製茶株式會社」（フロンティア製茶株式会社）。在從東京上野的茶屋「伊藤園」取得商標名稱後，將公司名稱改為現在的株式會社伊藤園。
之後從本庄商事（前身為日本Family Service公司）和BA商會手中取得綠茶相關事業，開始發展製茶批發事業。
從1979年開始，和中國土產畜產進出口總公司合作，在日本進口烏龍茶，並生產世界上第一個罐裝烏龍茶產品，進軍軟性飲料市場。同時也開始生產銷售罐裝綠茶「煎茶」（之後改為「お〜いお茶」品牌）。

## 主要商品

### 茶類飲料
- 綠茶（お〜いお茶）

從綠茶開始，陸續推出「濃口綠茶」、「焙茶」、「玄米茶」等多種商品。截至2012年6月為止，發售了10種寶特瓶裝綠茶飲料、4種茶包、3種綠茶粉、9種茶葉共26種產品。
- 健康礦物質麥茶（健康ミネラルむぎ茶）
- 香味蕎麥茶（香ばしいそば茶）
- 烏龍茶（ウーロン茶）
- 美香茉莉花茶（Natural（ナチュラル）ジャスミンティー）
- TEAS'TEA

此外和JR東日本Water Business公司（JR東日本ウォータービジネス）共同開發了稱為「朝の茶事」的商品，並在東日本旅客鐵道公司（JR東日本）的車站內以伊藤園的名義進行販售。

### 果菜飲料
- 充實野菜
- 綠的野菜
- 一天份量的野菜（1日分の野菜）

## 其它飲料
果汁飲料
- Vitamin Fruits（ビタミンフルーツ）
- 冷梅（ひやしうめ）

咖啡飲料
- W（ダブリュー）
- TULLY'S COFFEE（タリーズコーヒー）

礦泉水、碳酸飲料等
- 天然水西打（天然水サイダー）
- 愛維養
- 朝のYoo
- 黒酢で活性

## 資料來源
1. ↑  .   [2012-07-13]. （原始内容存档于2014-07-05）.

## 外部連結
- 株式会社伊藤園 （页面存档备份，存于） （日語）
- 伊藤園 （页面存档备份，存于） （日語）
- ITO EN （页面存档备份，存于） - 北米伊藤園 （英文）
- 伊藤園的X（前Twitter）
- 伊藤園的Facebook專頁
- YouTube上的伊藤園頻道